# ۸۴۵ (خورشیدی)
۸۴۵ هشتصد و چهل و پنجمین سال هجری خورشیدی است.